# Parafia św. Barbary w Nowym Dworze Mazowieckim
Parafia pw. św. Barbary w Nowym Dworze Mazowieckim - Modlinie Twierdzy – parafia należąca do dekanatu zakroczymskiego, diecezji płockiej, metropolii warszawskiej. 

## Historia parafii
Została erygowana dekretem biskupa Piotra Libery z dnia 29 czerwca 2007 w uroczystość św. Apostołów Piotra i Pawła. Parafia została wydzielona w całości z parafii pw. św. Maksymiliana Kolbego obejmującej osiedle Modlin Stary i została włączona do dekanatu zakroczymskiego.

## Zasięg parafii
Do parafii należą wierni z osiedla Modlin Twierdza w Nowym Dworze Mazowieckim.

## Proboszczowie
- 2007–2014 – ks. dr Cezary Siemiński (proboszcz)
- od 2014 – ks. kan. Janusz Nawrocki (proboszcz)